# 卡尔·罗比
卡尔·罗比（英語：Carl Robie，1945年5月12日—2011年11月29日），美国男子游泳运动员。他曾代表美国参加1964年和1968年夏季奥林匹克运动会游泳比赛，获得一枚金牌和一枚银牌。